# Moritz James Oppenheimer

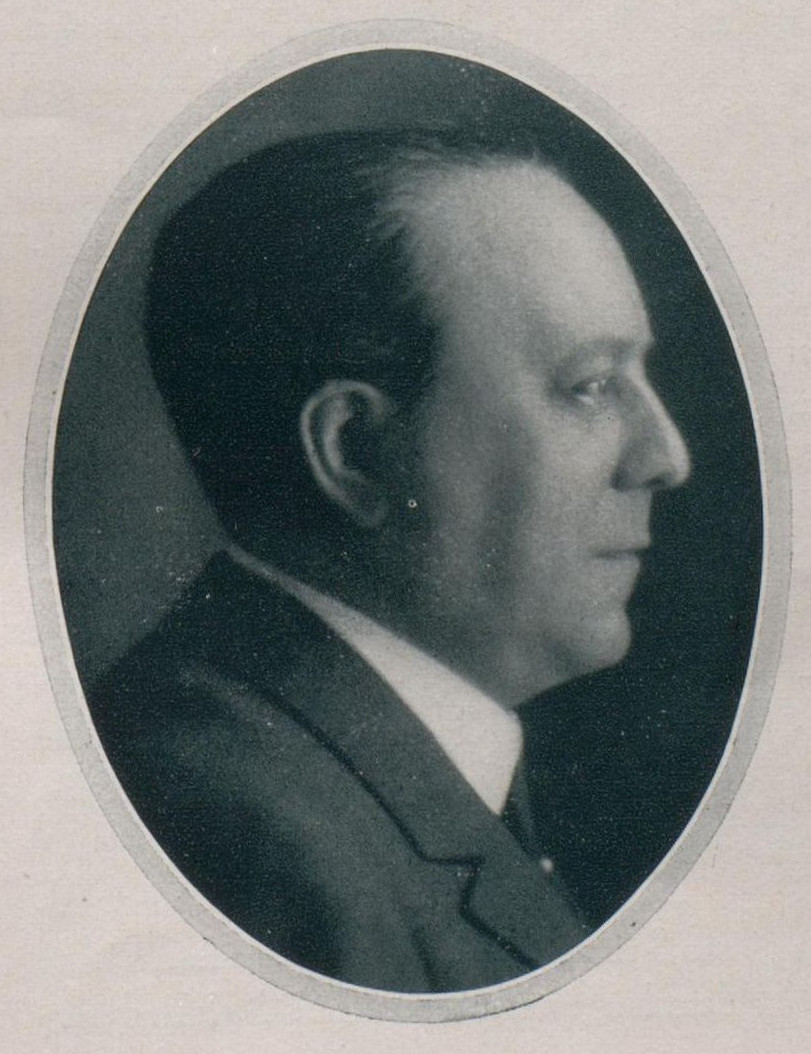
Moritz James Oppenheimer

Moritz James Oppenheimer (* 10. Juni 1879 in Butzbach; † 4. Mai 1941 in Frankfurt am Main) war ein deutscher Unternehmer, Pferdesportler und Opfer des Nationalsozialismus.

## Leben
Moritz James Oppenheimer war der Sohn von Mayer Oppenheimer und Pauline Oppenheimer, geborene Seligmann. Er war zunächst jüdischen Glaubens und bezeichnete sich später als Dissident. Er heiratete 1901 Emma Katharina Oppenheimer, geborene Neuhoff. Die Ehefrau war protestantischer Konfession. Auch die beiden Kinder Walter Georg und Paula Hertha wurden protestantisch getauft.
Moritz James Oppenheimer machte eine Lehre als Drucker. Im Ersten Weltkrieg leistete er Kriegsdienst. Nach dem Krieg wurde er Inhaber der „Mitteldeutschen mechanischen Papierwarenfabrik“ in Frankfurt mit einer Zweigniederlassung in Berlin. Das Unternehmen galt als das größte im Deutschen Reich. In Frankfurt wurden 200 bis 220, in Berlin weitere 70 bis 80 Mitarbeiter beschäftigt.
Moritz James Oppenheimer war begeisterter Anhänger des Pferdesports und erwarb 1922 das Gestüt Erlenhof in Dornholzhausen und einen Rennstall in Berlin-Hoppegarten. Er war Präsident des Sportkartells in Bad Pyrmont, Bad Harzburg und Bad Homburg, Präsidiumsmitglied im Reichsverband zur Zucht und Prüfung deutschen Warmblutes, Mitbegründer der Bayerischen Reitschule in München und von 1929 bis 1936 war er Ehrenkonsul des Königreiches Jugoslawien in Frankfurt. Er war Mitglied der DNVP. Mit Unterstützung der bekannten Hippologen Gustav Rau und Richard Sternberg wurde das Gut zu einem siegreichen Rennstall bei Pferderennen. Das erfolgreichste Pferd aus dieser Zeit vom Erlenhof war Graf Isolani, zweifacher Sieger beim Hansa-Preis, beim Blauen Band, der Union, dem Deutschen St. Leger und vor allem dem Deutschen Derby 1929.
Durch die Weltwirtschaftskrise geriet auch Oppenheimers Unternehmen 1929 in die Krise. 1930 nahm er einen Kredit von 100.000 Reichsmark bei Richard Kaselowsky und musste im Gegenzug Pferde verpfänden. Kaselowsky betrieb seit 1926 ein Gestüt in Ebbesloh. Im Jahr 1933 musste Oppenheimer Konkurs anmelden, und das Gestüt mit 60 Pferden und einem Schätzwert von 200.000 Reichsmark wurde von dem Stahlindustriellen Heinrich von Thyssen-Bornemisza gekauft. Thyssen zahlte insgesamt 350.000 RM. Für Oppenheimers Rennstall in Hoppegarten 160.000 RM und 190.000 RM für das Anwesen in Dornholzhausen. Oppenheimer war mit dem Verkaufserlös unzufrieden. Allein für Graf Isolani hätte ihm ein Gebot von 180.000 RM vorgelegen. Thyssen erwarb das Gut über seine niederländische Tochterfirma Naamlooze Vennootschap Hollandsch Trustkantoor. Der Grund hierfür war, dass er so den Kaufpreis in Sperrmark zahlen konnte.

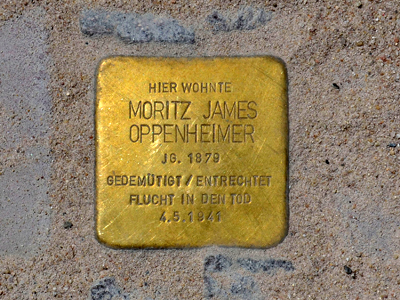
Stolperstein für Moritz James Oppenheimer

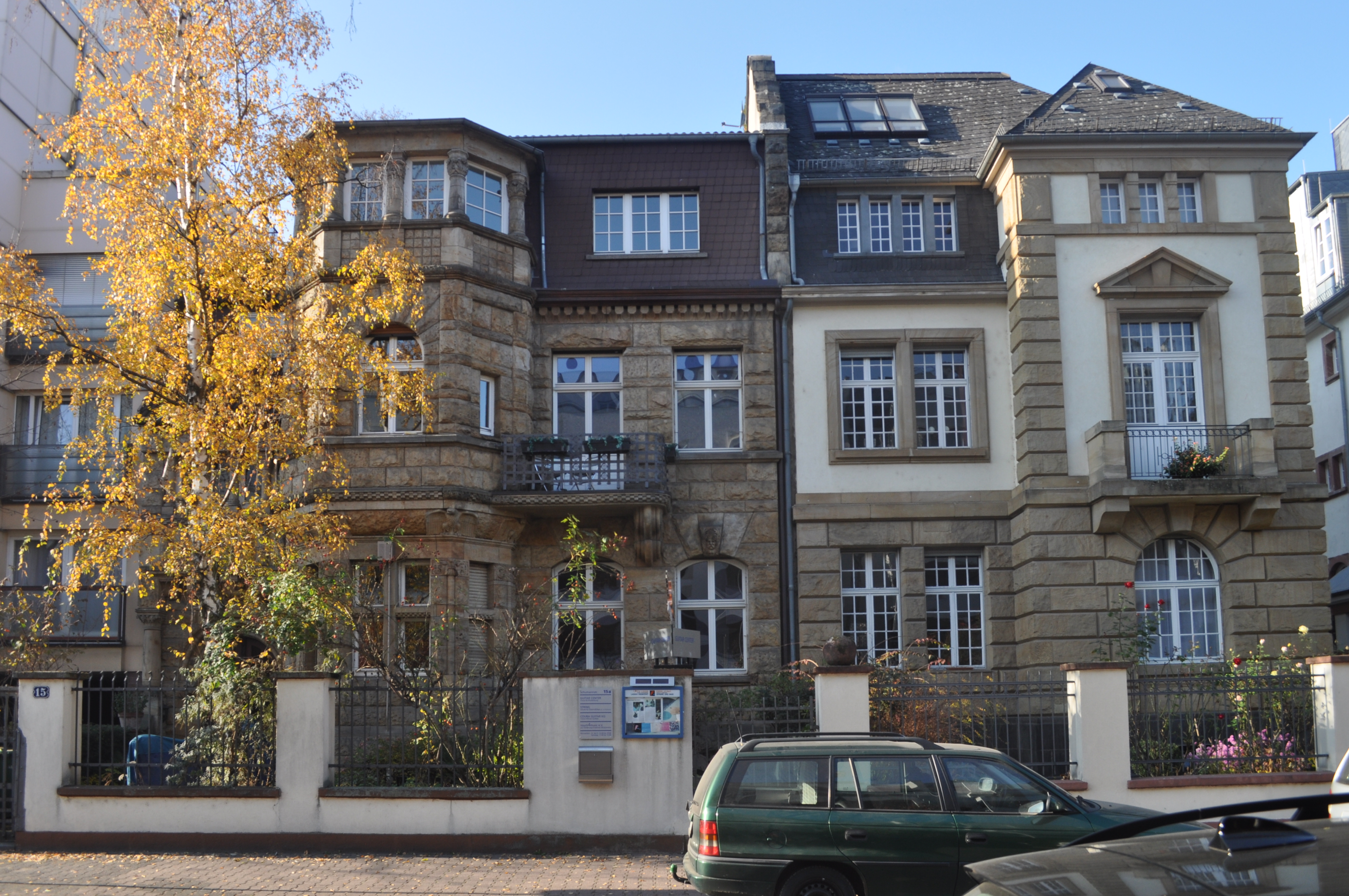
Schumannstraße 15 in Frankfurt

In der lokalen Presse wurden Vorwürfe laut, Oppenheimer hätte Geld aus seiner Papierfabrik in das Gestüt gesteckt (das Gestüt hatte jährlich 10 bis 15.000 RM gekostet) und so die Insolvenz erst ausgelöst. Diese Berichterstattung trug auch antisemitische Züge. Die Staatsanwaltschaft erhob Anklage wegen Konkursvergehen und Betrug. 1933 wurde Moritz James Oppenheimer im Frankfurter Hauptbahnhof festgenommen und bis Ende 1934 in Untersuchungshaft genommen. Im Juni 1933 fand der Prozess vor der Großen Frankfurter Strafkammer statt. Nach drei Verhandlungstagen war er gesundheitsbedingt nicht mehr vernehmungsfähig und der Prozess wurde eingestellt.
Aufgrund seiner jüdischen Herkunft stand er in der Zeit des Nationalsozialismus unter Verfolgungsdruck. Seit 1935 lebte seine Frau von ihm getrennt, 1936 reichte sie die Scheidung ein, um ihre Kinder und sich zu schützen.
Moritz James Oppenheimer lebte nach der Haftentlassung in der Schumannstraße 15 in Frankfurt. Das heute unter Denkmalschutz stehende Haus stand in seinem Eigentum. Es handelt sich um ein Jugendstil-Wohnhaus des Architekten Julius Hermann Lönholdt mit skulptierten Schmuckelementen. Aufgrund seiner Krankheit lebte er zeitweise auch in Bad Nauheim und Wiesbaden. Wegen der drohenden Deportation nahm er sich 1941 mit einer Überdosis Schlaftabletten das Leben.
Ein Stolperstein in Frankfurt erinnert an ihn.